# Upper Austria Ladies Linz 2018
Upper Austria Ladies Linz 2018 byl tenisový turnaj pořádaný jako součást ženského okruhu WTA Tour, hraný na krytých dvorcích s tvrdým povrchem DecoTurf stadionu TipsArena Linz. Probíhal mezi 8. až 14. říjnem 2018 v rakouském Linci jako třicátý druhý ročník turnaje.
Turnaj s rozpočtem 250 000 dolarů patřil do kategorie WTA International Tournaments. Nejvýše nasazenou hráčkou ve dvouhře se stala devátá tenistka světa Julia Görgesová z Německa, kterou v úvodním kole vyřadila krajanka Andrea Petkovicová. Jako poslední přímá účastnice do dvouhry nastoupila 82. hráčka žebříčku Johanna Larssonová ze Švédska.
Druhý singlový titul na okruhu WTA Tour vybojovala Italka Camila Giorgiová. Druhou společnou trofej ve čtyřhře túry WTA si odvezl belgicko-švédský pár Kirsten Flipkensová a Johanna Larssonová, která v Linci triumfovala potřetí v řadě.

## Distribuce bodů a finančních odměn

### Distribuce bodů
| Soutěž  | vítězky | finalistky | semifinalistky | čtvrtfinalistky | 16 v kole | 32 v kole | Q  | Q2 | Q1 |
| ------- | ------- | ---------- | -------------- | --------------- | --------- | --------- | -- | -- | -- |
| dvouhra | 280     | 180        | 110            | 60              | 30        | 1         | 18 | 12 | 1  |
| čtyřhra | 280     | 180        | 110            | 60              | 1         | —         | —  | —  | —  |

### Finanční odměny
| Soutěž                              | vítězky | finalistky | semifinalistky | čtvrtfinalistky | 16 v kole | 32 v kole | Q2   | Q1   |
| ----------------------------------- | ------- | ---------- | -------------- | --------------- | --------- | --------- | ---- | ---- |
| dvouhra                             | €34 677 | €17 258    | €9 274         | €4 980          | €2 742    | €1 694    | €823 | €484 |
| čtyřhra                             | €9 919  | €5 161     | €2 770         | €1 468          | €774      | —         | —    | —    |
| částka ve čtyřhře je uvedena na pár |         |            |                |                 |           |           |      |      |

## Ženská dvouhra

### Nasazení
| Stát                         | Hráčka                     | WTA | Nasazení |
| ---------------------------- | -------------------------- | --- | -------- |
| Německo                      | Julia Görgesová            | 10. | 1.       |
| Nizozemsko                   | Kiki Bertensová            | 11. | 2.       |
| Česko                        | Barbora Strýcová           | 26. | 3.       |
| Slovensko                    | Dominika Cibulková         | 30. | 4.       |
| Itálie                       | Camila Giorgiová           | 31. | 5.       |
| Rusko                        | Anastasija Pavljučenkovová | 34. | 6.       |
| Slovensko                    | Magdaléna Rybáriková       | 35. | 7.       |
| Chorvatsko                   | Donna Vekićová             | 38. | 8.       |
| Česko                        | Kateřina Siniaková         | 40. | 9.       |
| Žebříček WTA k 1. říjnu 2018 |                            |     |          |

### Jiné formy účasti
Následující hráčky obdržely divokou kartu do hlavní soutěže:
- Harriet Dartová
- Barbara Haasová
- Andrea Petkovicová

Následující hráčka nastoupila do hlavní soutěže pod žebříčkovou ochranou
- Margarita Gasparjanová

Následující hráčky si zajistily postup do hlavní soutěže v kvalifikaci:
- Jekatěrina Alexandrovová
- Anna Blinkovová
- Fiona Ferrová
- Valentini Grammatikopoulou
- Anna Karolína Schmiedlová
- Jil Teichmannová

Následující hráčka postoupila z kvalifikace jako tzv. šťastná poražená:
- Kristýna Plíšková

### Odhlášení
před zahájením turnaje
- Dominika Cibulková → nahradila ji  Kristýna Plíšková
- Anett Kontaveitová → nahradila ji  Věra Lapková
- Rebecca Petersonová → nahradila ji  Stefanie Vögeleová

### Skrečování
- Mónica Puigová

## Ženská čtyřhra

### Nasazení
| Stát                                                                     | Hráčka              | Stát      | Hráčka                 | WTA  | Nasazení |
| ------------------------------------------------------------------------ | ------------------- | --------- | ---------------------- | ---- | -------- |
| USA                                                                      | Raquel Atawová      | Německo   | Anna-Lena Grönefeldová | 58.  | 1.       |
| Ukrajina                                                                 | Ljudmyla Kičenoková | Slovinsko | Katarina Srebotniková  | 59.  | 2.       |
| Belgie                                                                   | Kirsten Flipkensová | Švédsko   | Johanna Larssonová     | 67.  | 3.       |
| Rumunsko                                                                 | Irina Baraová       | Švýcarsko | Xenia Knollová         | 147. | 4.       |
| Žebříček WTA k 1. říjnu 2018; číslo je součtem umístění obou členek páru |                     |           |                        |      |          |

### Jiné formy účasti
Následující páry obdržely divokou kartu do hlavní soutěže:
- Melanie Klaffnerová /  Viktória Kužmová
- Mavie Österreicherová  /  Nadja Ramskoglerová

## Přehled finále

### Ženská dvouhra
- Camila Giorgiová vs.  Jekatěrina Alexandrovová, 6–3, 6–1

### Ženská čtyřhra
- Kirsten Flipkensová /  Johanna Larssonová vs.  Raquel Atawová /  Anna-Lena Grönefeldová, 4–6, 6–4, [10–5]